# Porțelan de Wallendorf

Fabrica de porțelan Wallendorf, octombrie 2006

Fabrica de porțelan Walledorf (germană: Wallendorfer Porzellanmanufaktur) a fost fondată la 30 martie 1764 în Lichte (Wallendorf), în landul Turingia și este una dintre cele mai vechi fabrici de porțelan din Europa.

## Galerie

Ilustrată cu fabrica, în a doua jumătate a secolului al XIX-lea.
Mărci pe farfurii
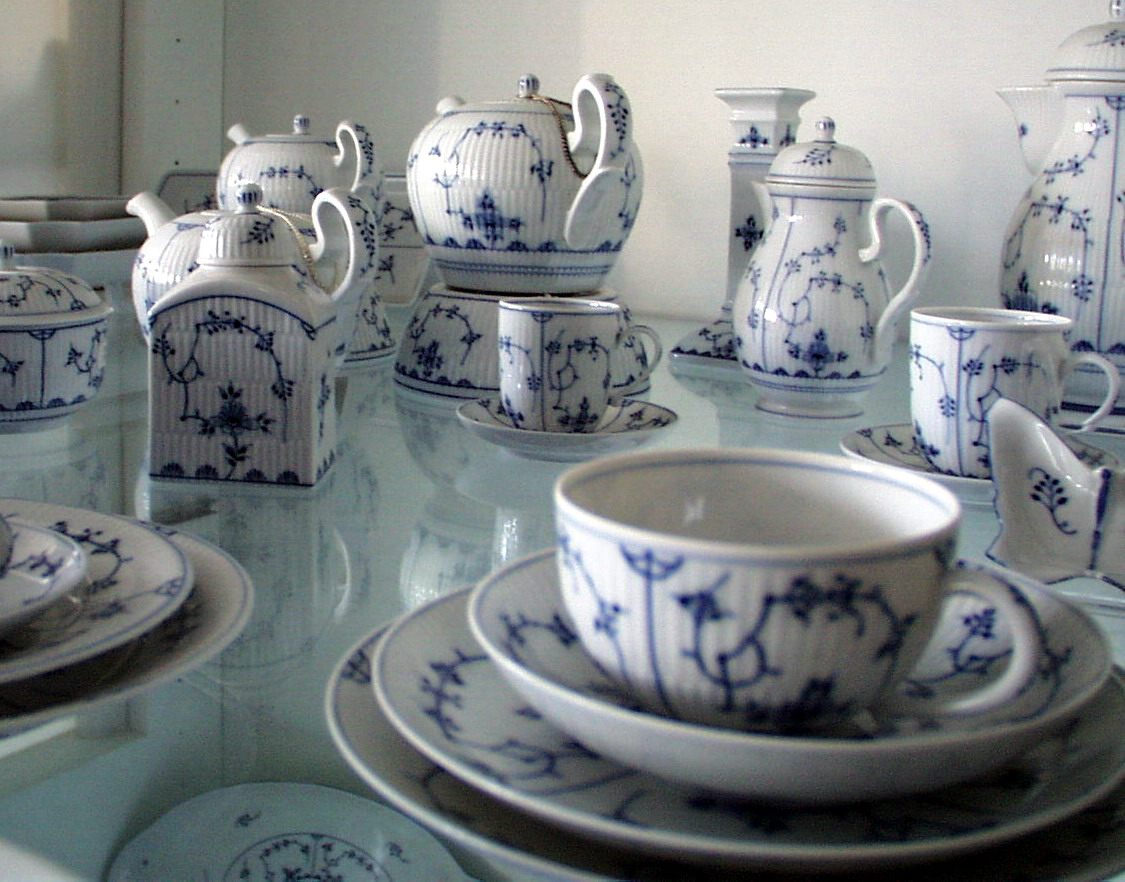
Serviciu „Blau Dresmer”
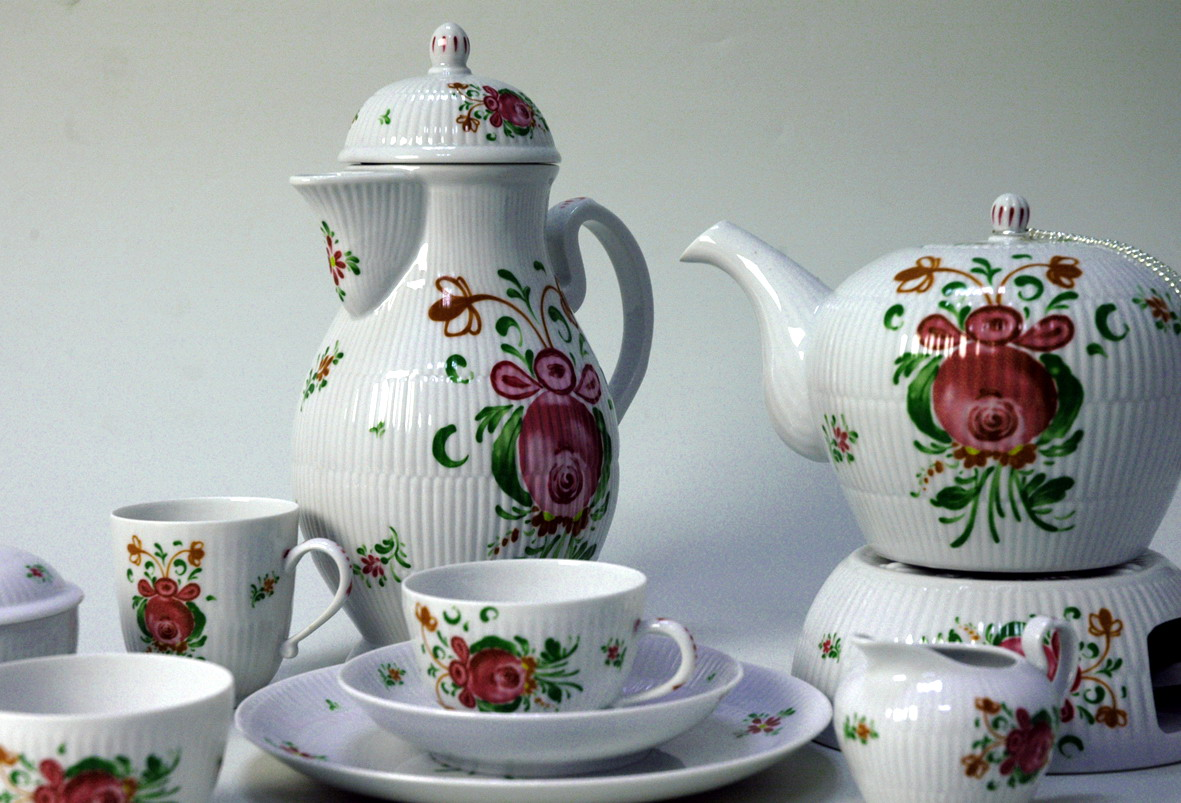
Serviciu „Ostfriesische Rose”